# Frontul de Eliberare al Poporului Tigrin
Frontul de Eliberare al Poporului Tigrin (FEPT) (în tigrină ህዝባዊ ወያነ ሓርነት ትግራይ, ḥəzbawi wäyanä ḥarənnät təgray, „Lupta populară pentru libertatea Tigraiului”; cunoscut pe scară largă sub numele peiorative Woyane, Wayana (în amharică ወያነ) sau Wayane (ወያኔ) în texte mai vechi și publicații amharice) este un partid politic din Etiopia, înființat la 18 februarie 1975 în Dedebit, nord-vestul Tigraiului, conform înregistrărilor oficiale. În decurs de 16 ani, a crescut de la aproximativ o duzină de oameni la cea mai puternică mișcare de eliberare armată din Etiopia. A condus o coaliție de mișcări politice numită Frontul Democrat Revoluționar al Poporului Etiopian (FDRPE) din 1989 până în 2018. Cu ajutorul fostului său aliat, Frontul de Eliberare al Poporului Eritreean (FEPE), FDRPE a răsturnat dictatura Republicii Democrate Populare Etiopia și a înființat un nou guvern la 28 mai 1991 care a condus Etiopia până la refuzul său de a fuziona în Partidul Prosperității în 2019.